# Forças armadas

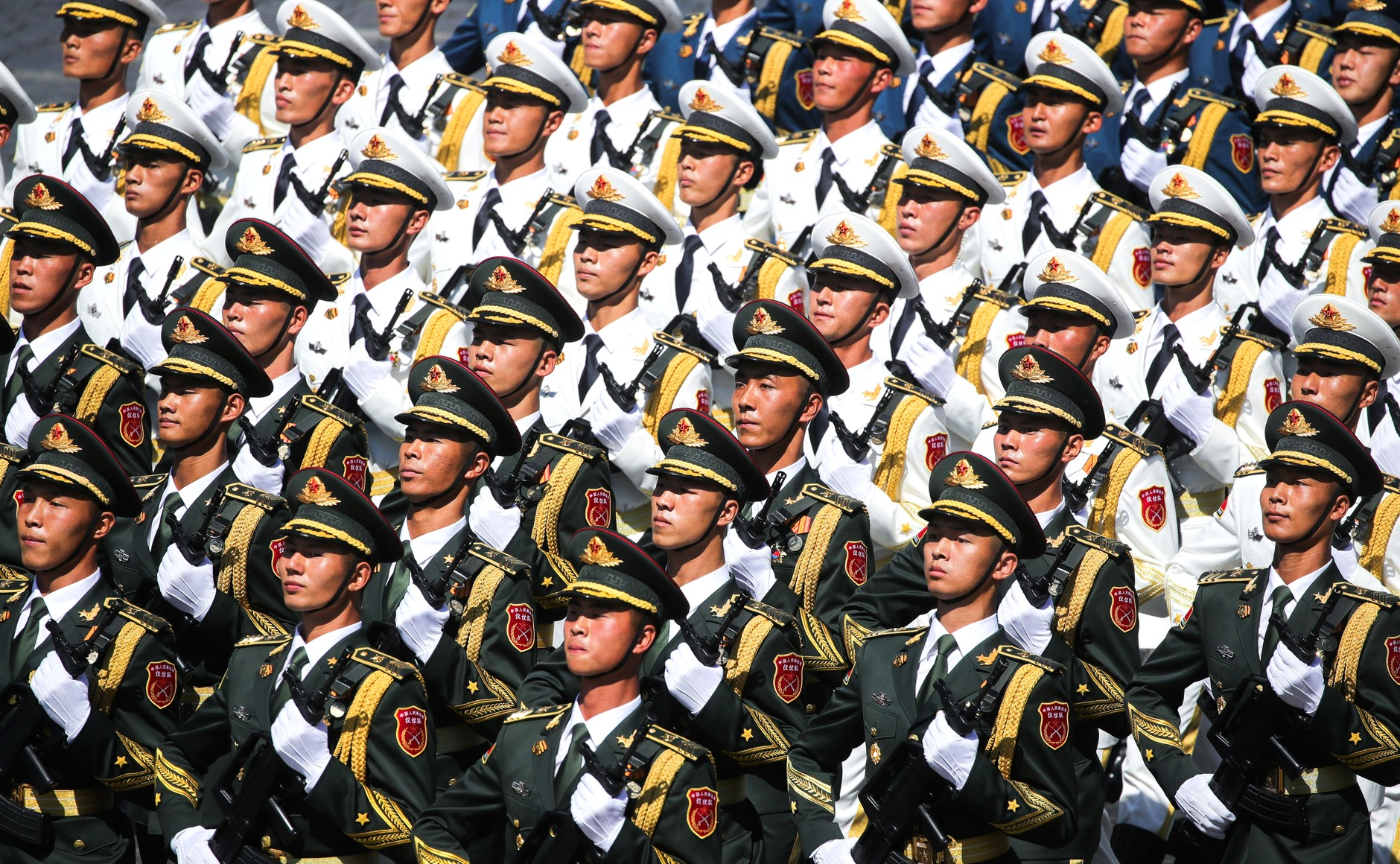
Soldados chineses das três forças armadas (exército, marinha e aeronáutica) desfilando na Praça Vermelha na Parada do Dia da Vitória em Moscou, 24 de junho de 2020.

As forças armadas de uma nação constituem o conjunto das suas organizações e forças de combate e de defesa. Dependendo do país, as forças armadas podem adotar designações oficiais alternativas como "forças de autodefesa", "forças militares" ou "exércitos".
Na grande maioria dos países, as forças armadas são instituições nacionais permanentes e regulares, organizadas com base na hierarquia e na disciplina, geralmente sob a autoridade direta do ministro da Defesa ou equivalente e sob autoridade suprema do Chefe de Estado ou de Governo, dependendo do regime político. Destinam-se essencialmente à defesa militar do país, podendo também - se a lei nacional o permitir - colaborar na garantia dos poderes constitucionais e na defesa da lei e da ordem interna.
As forças armadas são instituições nacionais autorizadas pela sua nação a usar a força - geralmente através do emprego de armas - em defesa do seu país (incluindo atacar outros países, em defesa dos interesses nacionais). Isso pode ser feito através do combate real ou da simples ameaça do uso da força. As forças armadas, muitas vezes, funcionam como sociedades dentro de sociedades, por terem suas próprias comunidades, leis (direito de guerra e direito militar), economia, educação, medicina e outros aspectos de uma sociedade civil.
Ao estudo do emprego das forças armadas chama-se ciência militar. Em termos gerais, a ciência militar considera três níveis de atuação ofensiva e defensiva: o estratégico, o tático e o operacional. Em todos os níveis, é estudada a aplicação do uso da força no sentido de ser atingido o objetivo desejado.

## Organização

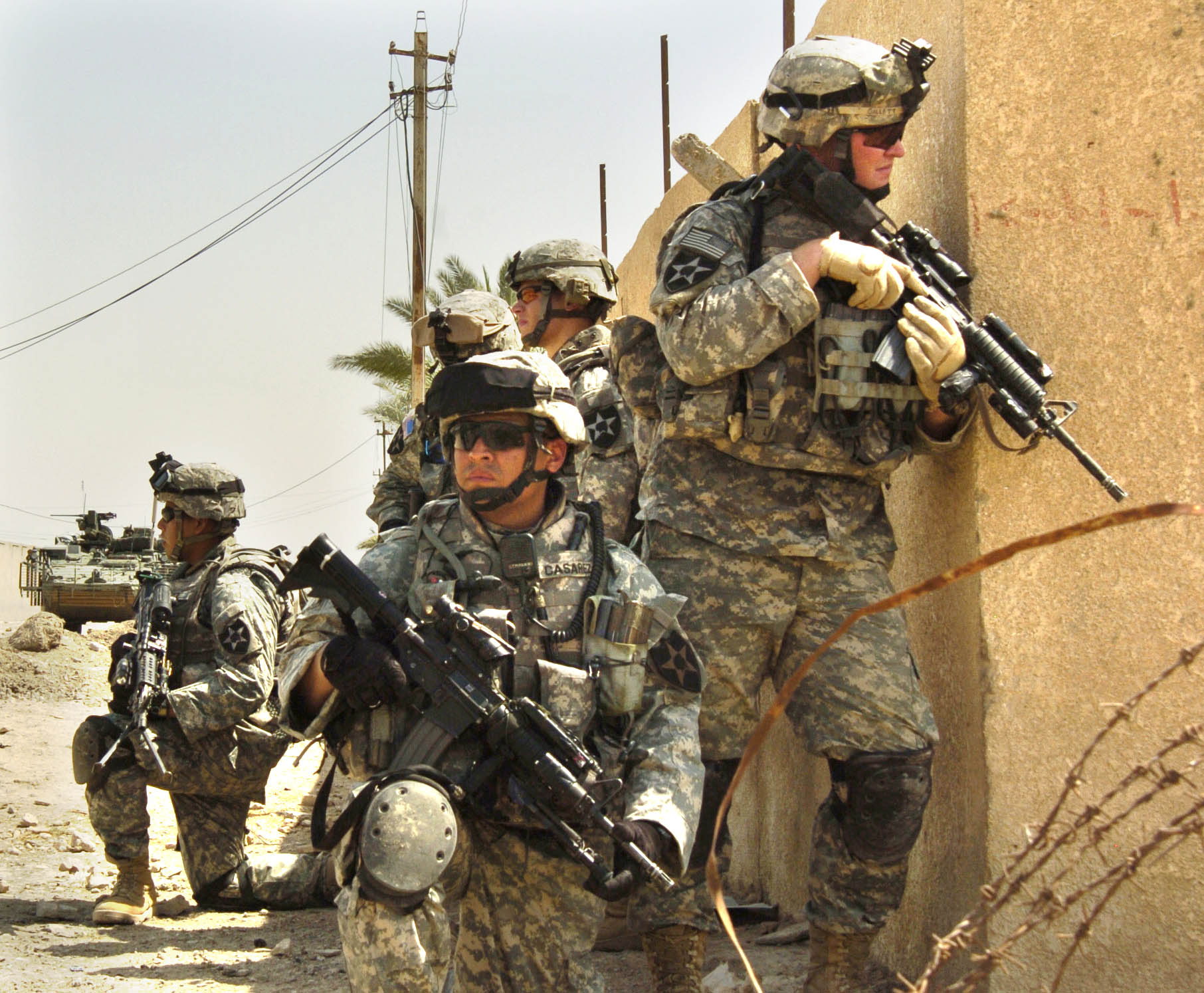
Componente terrestre das forças armadas.

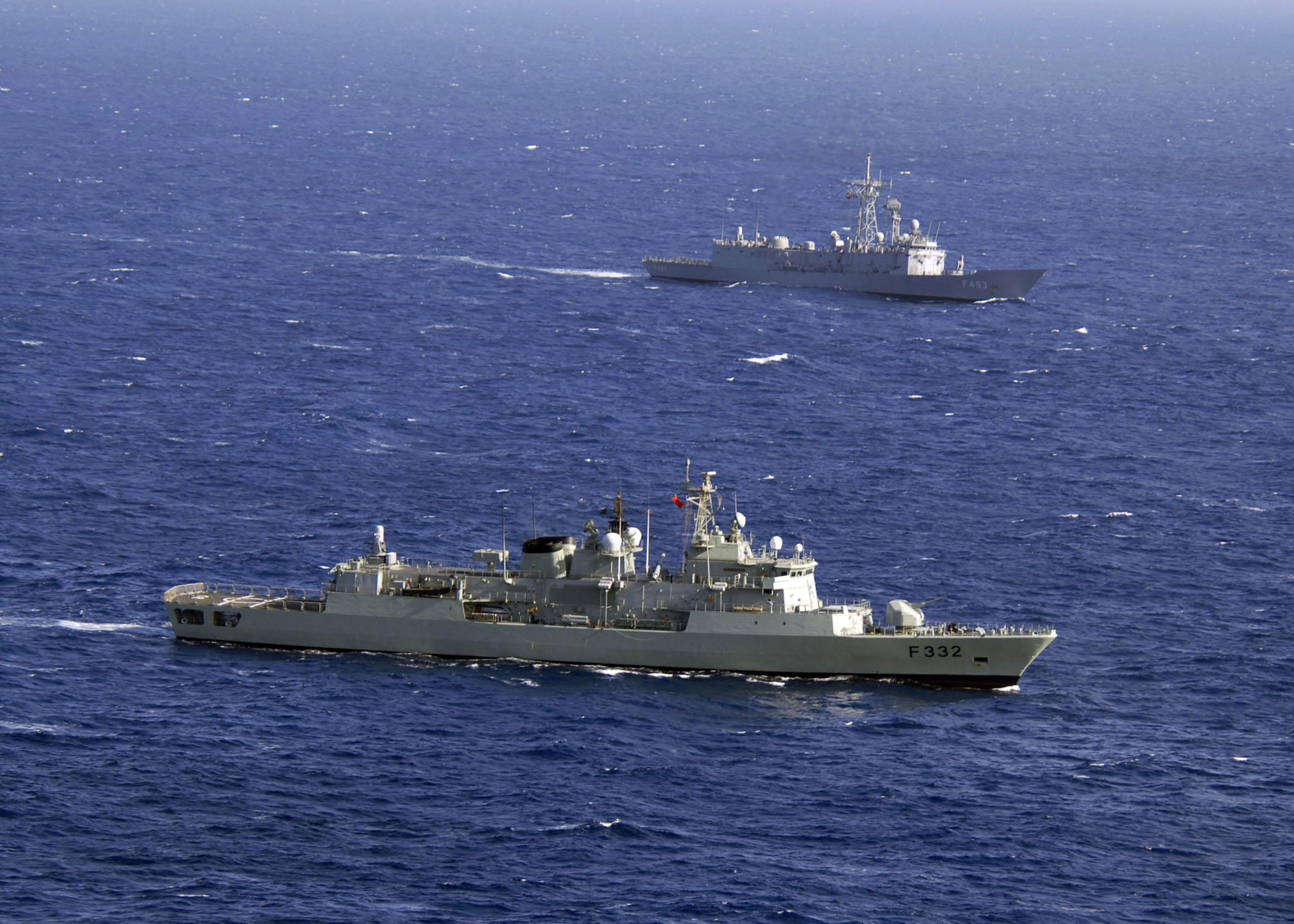
Componente naval das forças armadas.

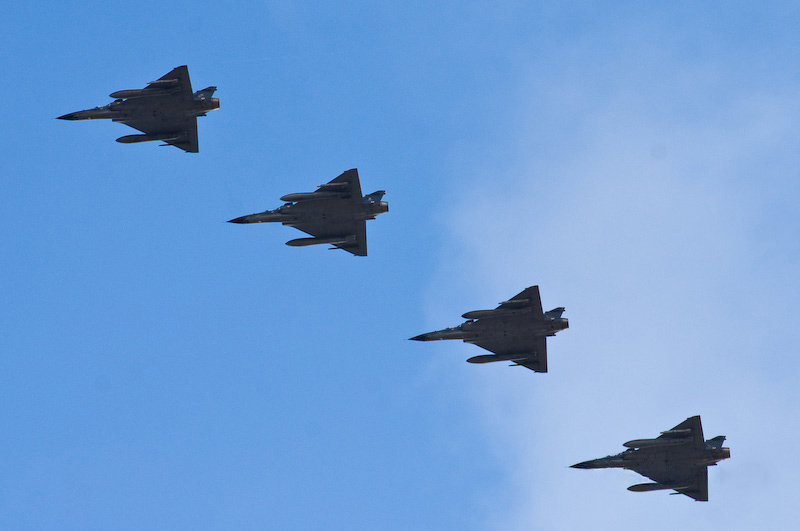
Componente aérea das forças armadas.

Normalmente, as forças armadas estão divididas em três grandes organizações (designadas "forças", "componentes", "exércitos" ou "ramos das forças armadas") a cada uma das quais corresponde um ambiente específico de atuação: o mar, a terra e o ar. Essas três organizações são: a força naval (também chamada "marinha" ou "armada"), a força terrestre (também chamada "exército" ou "exército de terra") e a força aérea (também chamada "aeronáutica" ou "exército do ar").
Diversos países, no entanto, dispõem de uma variação do modelo padrão de três ramos das forças armadas. Por exemplo, países como a Áustria e a Suíça não dispõem de força naval em virtude de não disporem de acesso direto ao mar. Por outro lado, as forças armadas de diversos países têm mais de três ramos. Alguns exemplos são a África do Sul - com exército, marinha, força aérea e serviço militar de saúde -, a Alemanha - com exército, marinha, força aérea, serviços médicos e serviços de apoio comuns -, os Estados Unidos da América - com exército, marinha, força aérea, Marines, guarda costeira e força espacial -, a França - com exército de terra, marinha, exército do ar e Gendarmerie -, a Itália - com exército, marinha, aeronáutica, Carabinieri e Guarda de Finança - e o Egito - com exército, marinha, força aérea e força de defesa aérea.
As forças armadas muitos países pequenos constituem frequentemente uma única organização, não estando divididas em ramos independentes. Estas pequenas forças armadas são constituídas essencialmente por forças terrestres, às quais podem estar associados pequenos serviços navais e aéreos.
Nas forças armadas de maior dimensão, as diferenças de doutrina e de cultura entre os seus diversos ramos pode ser bastante acentuada, apesar da tendência de integração que vem ocorrendo desde a Segunda Guerra Mundial. No passado, os diversos ramos das forças armadas eram quase totalmente autónomos entre si, existindo poucos ou nenhuns órgãos de coordenação central. Inclusive, era comum, os diversos ramos serem tutelados por diferentes ministros do governo.
A partir da Segunda Guerra Mundial, quase todos os países concentraram a tutela das suas forças armadas num único ministro e criaram órgãos de comando conjunto. Atualmente, na grande maioria dos países, o conjunto das forças armadas encontra-se sob a tutela de um membro do governo, normalmente designado "ministro da Defesa". Sob a direção política do governo - através do ministro da Defesa - existe normalmente um órgão militar central que comanda ou coordena a ação dos diversos ramos das forças armadas.

## Modelos de forças armadas

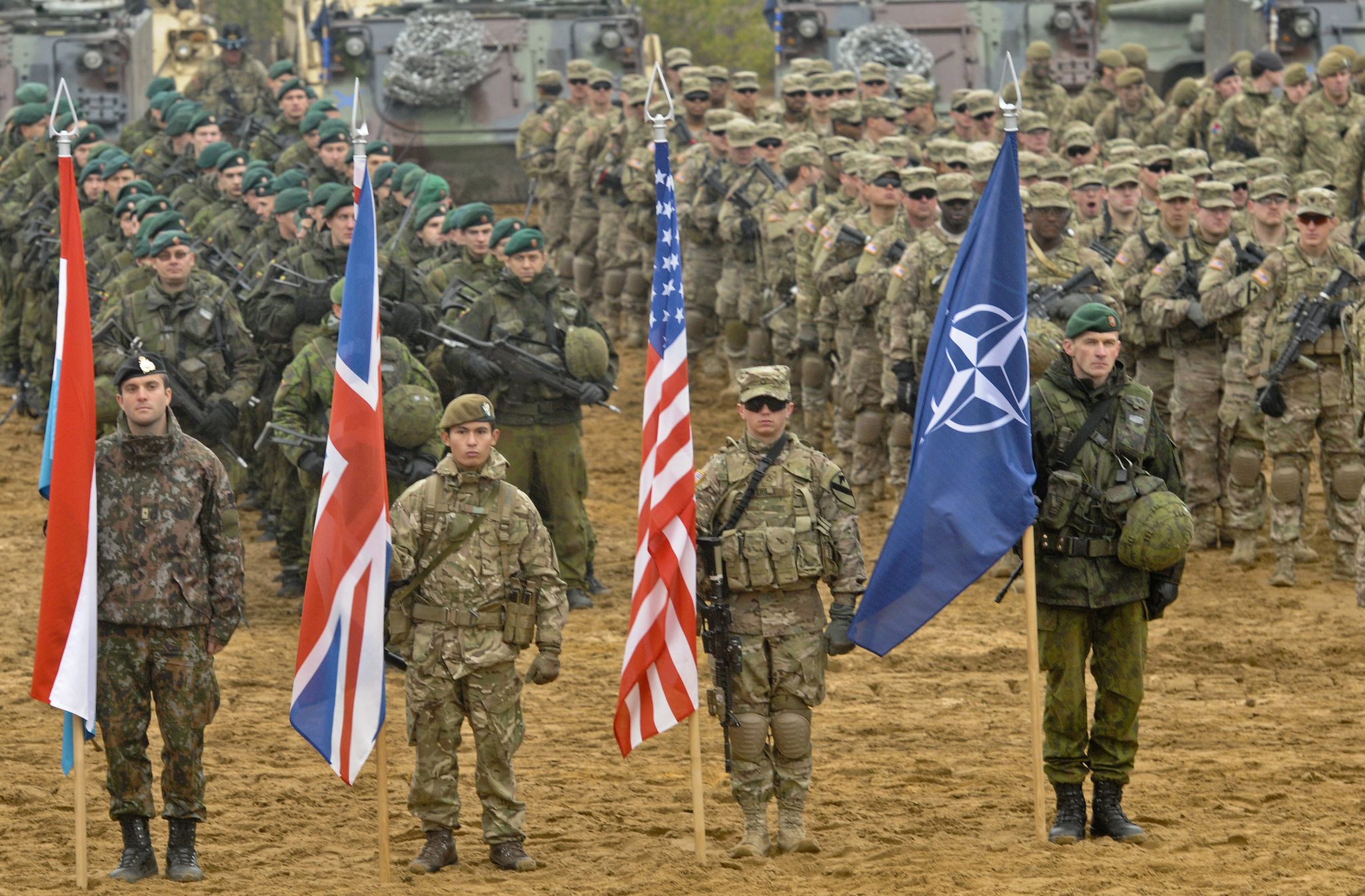
Militares da OTAN numa parada na Lituânia, em 2014.

Conforme o nível de profissionalização do seu pessoal, as forças armadas podem ser do modelo permanente, miliciano ou semipermanente.
As forças armadas organizadas como forças permanentes são organizações constituídas por militares profissionais que não dispõem de outra profissão que não seja a de se prepararem e de se empenharem em operações de guerra. Em termos de eficiência, este é o melhor modelo de forças armadas, uma vez que é constituída por especialistas que se dedicam a tempo inteiro às atividades militares.
No extremo oposto existem as forças armadas milicianas ou de cidadãos compostas por cidadãos que desempenham as mais diversas profissões no seu dia-a-dia e que só servem as forças armadas em períodos limitados de instrução ou, por mobilização, em caso de necessidade. Este modelo tem as vantagens de ser o mais económico e de envolver na defesa do país, a maioria dos seus cidadãos. A grande desvantagem é a falta de eficiência resultante de não existirem militares profissionais, dedicados exclusivamente às forças armadas. Outra desvantagem é a necessidade da existência de um serviço militar obrigatório (conscrição), obrigando ao alistamento de muitos cidadãos contra a sua vontade, muitos deles com pouca ou nenhuma vocação militar.
Um compromisso entre os dois anteriores é o modelo de forças armadas semipermanentes. As forças armadas deste tipo dispõem de um pequeno quadro de militares profissionais (normalmente, oficiais e sargentos) que servem de esqueleto para instruir e enquadrar uma força muito maior. Em caso de guerra ou de excepção, este esqueleto é preenchido com conscritos ou reservistas mobilizados. Neste modelo de forças armadas, normalmente, também existe um serviço militar obrigatório, durante o qual os cidadãos recebem um treino militar básico de modo a estarem aptos para serem mobilizados em caso de necessidade. Este sistema permite que seja mantida uma eficiência elevada em algumas unidades militares constituídas apenas por profissionais, ao mesmo tempo mantendo a capacidade das forças armadas aumentarem rapidamente de tamanho em caso de necessidade, sem obrigar a elevados custos militares permanentes.

## Benefícios e custos

Gastos militares no mundo (em bilhões de dólares) no ano de 2019 de acordo com dados do SIPRI (Stockholm International Peace Research Institute).

O benefício mais óbvio para um país, ao manter forças armadas, está na proteção que elas oferecem contra ameaças estrangeiras. Existem também muitos benefícios menos óbvios. Por exemplo, nos últimos anos, as forças armadas têm sido amplamente empregues em operações de emergência civil em larga escala como é o caso do socorro a grandes catástrofes. Outro benefício menos óbvio é a força - muitas vezes subtil - que a posse de forças armadas eficientes dá à política diplomática e econômica externa de um país (ver: Diplomacia das canhoneiras). Ainda outro benefício é o fato das forças armadas - pela necessidade de lidarem com situações de vida ou de morte, onde não podem existir falhas - levarem normalmente ao desenvolvimento de sistemas tecnológicos e de procedimentos de vanguarda, que depois são usados no âmbito civil. Através de spin-off's ("empresas derivadas") muitas inovações tecnológicas, originalmente desenvolvidas para uso militar, foram transferidas e adaptadas para uso civil.
As forças armadas também podem ter impactos negativos e custos para o seu país. O mais importante destes é o custo econômico, uma vez que a manutenção de forças armadas é bastante dispendiosa. Outro custo, sobretudo em países onde existe serviço militar obrigatório, é o desvio de um elevado número de recursos humanos (força de trabalho) para as forças armadas, provocando a sua escassez - especialmente no que diz respeito a quadros qualificados - em outros setores de atividade que deles necessitam.

## Países sem forças armadas
A grande maioria dos países do mundo dispõe de forças armadas. No entanto há algumas exceções:
- Andorra - a defesa é fornecida em conjunto por França e Espanha.
- Costa Rica - a Constituição proíbe forças armadas, mas a Guarda Nacional tem unidades de combate.
- Haiti - os rebeldes pedem seu restabelecimento. A polícia nacional mantém algumas unidades de combate.
- Islândia - defesa a cargo dos EUA que mantêm, para isso, a Iceland Defense Force.
- Kiribati - defesa com assistência da Austrália e Nova Zelândia.
- Liechtenstein - defesa e diplomacia a cargo da Suíça.
- Mônaco - defesa a cargo de França. Apesar de possuir forças com funções policiais e cerimoniais.
- Nauru - defesa a cargo da Austrália.
- Palau - defesa a cargo dos Estados Unidos da América.
- Panamá - A polícia nacional panamenha tem unidades de combate, com defesa garantida pelos EUA por tratado.
- San Marino - defesa a cargo da Itália. Apesar de San Marino dispor, formalmente, de várias forças militares, elas apenas desempenham  funções cerimoniais e policiais.
- Vaticano - defesa a cargo da Itália. A Guarda Suíça, apesar de ser, formalmente, uma força militar, é apenas de caráter cerimonial, agindo como a força de proteção pessoal do Papa e do Palácio Apostólico. Todavia, a Cidade do Vaticano ostenta também a Corpo della Gendarmeria dello Stato della Città del Vaticano, que é responsável pela ação policial, propriamente dita.

## Forças armadas dos países
- Forças Armadas da Alemanha
- Forças Armadas do Brasil
- Forças Armadas da China
- Forças Armadas da Índia
- Forças Armadas dos Estados Unidos
- Forças Armadas de Espanha
- Forças Armadas da França
- Forças Armadas da Itália
- Forças Armadas do Japão
- Forças Armadas do Reino Unido
- Forças Armadas da Rússia
- Forças Armadas da Suécia
- Forças Armadas de Portugal